# Eumenes microscopicus
Eumenes microscopicus är en stekelart som beskrevs av Henri Saussure. Eumenes microscopicus ingår i släktet krukmakargetingar, och familjen Eumenidae. Inga underarter finns listade i Catalogue of Life.